# Snæfell (berg i Island, lat 64,80, long -15,56)
Snæfell är ett berg i republiken Island. Det ligger i regionen Austurland, 300 km öster om huvudstaden Reykjavík. Toppen på Snæfell är 1 852 meter över havet.
Snæfell är den högsta punkten i trakten. Trakten runt Snæfell är nära nog obefolkad, med mindre än två invånare per kvadratkilometer. Det finns inga samhällen i närheten. Trakten runt Snæfell består i huvudsak av gräsmarker.